# Palouza
La Palouza ou  Balouza بلوزة, est une crème dessert algérienne, sans œufs. Il s'agit d'une préparation à base de lait parfumée à la fleur d'oranger, l'eau de rose, cannelle et des fruits secs concassés pour la décoration. La palouza est dessert léger et très frais, qui se déguste froide. Elle est incontournable lors des soirées ramadanesques[réf. nécessaire]. 